# Benátky nad Jizerou
Benátky nad Jizerou é uma cidade checa localizada na região da Boêmia Central, distrito de Mladá Boleslav.

### Geografia
Benátky nad Jizerou está localizada a cerca de 15 km (9 milhas) ao sul de Mladá Boleslav e 30 km (19 milhas) a nordeste de Praga. Encontra-se às margens do rio Jizera, no planalto da Mesa Jizera. O ponto mais alto do território municipal é o morro Benátecký vrch com uma altitude de 251 m (823 pés)